# Kolkälla
Kolkälla är inom ekologi ett system som producerar mer kol än vad det lagrar. Kolkällor gör att mängden koldioxid i atmosfären ökar. Motsatsen till kolkälla är kolsänka, något som i stället binder kol från atmosfären för att skapa biomassa. 
Skillnaderna mellan kolkälla och kolsänka kan redas ut med hjälp av en typ av index inom nettoprimärproduktion, som heter nettoekosystemproduktion. Ett negativt sådant värde i ett ekosystem tyder på att det rör sig om en kolkälla, medan ett positivt sådant värde visar att det är en kolsänka. Det som nettoekosystemproduktionen visar är inte hur mycket kol som tillverkas, utan hur effektivt systemet är. Om nettoekosystemproduktionen är exempelvis 5 % har 95 % av det tillverkade kolet förlorats till atmosfären. Om den i stället är -20 % har det dessutom tillverkats 20 extra %.[källa behövs]
Skogar kan både vara kolkällor och kolsänkor, beroende på förhållandet mellan deras produktion och lagring.